# Глиновіддільник

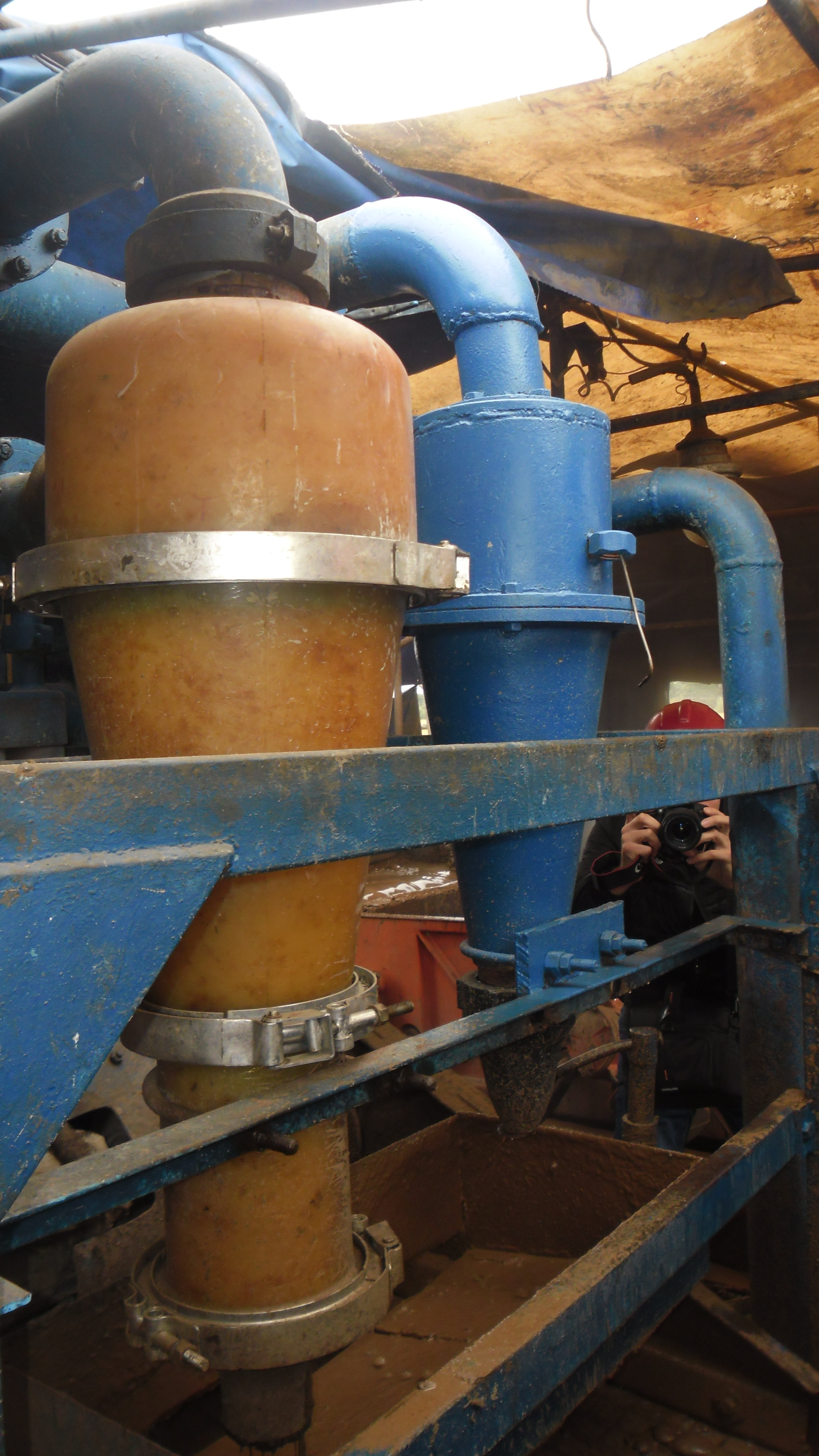
Циклонний піско- і глиновіддільник.

Глиновіддільник (рос. глиноотделитель; англ. clay separator; нім. Tonabscheider m) — обладнання для видалення надлишку глини, регулювання співвідношення глини і обважнювача в бурових розчинах. Принцип дії глиновіддільника оснований на класифікації за масою суспензованих частинок глини і обважнювача за рахунок сил інерції.